# Арманьяки (партия)

Герб Арманьяков

Арманья́ки (фр. Armagnacs) — политическая и военная партия, сложившаяся во Франции во время Столетней войны и противостоящая партии «бургундцев». Война между этими двумя группировками получила название «Война арманьяков и бургиньонов». Партия сформировалась вокруг Карла, герцога Орлеанского, после того, как отец Карла, герцог Людовик Орлеанский, был убит в 1407 году по приказу герцога бургундского.
Партия сначала называлась «орлеанской», затем стала называться по имени Бернарда VII, графа Арманьяка, который был покровителем юного Карла Орлеанского и выдал за него свою дочь Бонну. В 1408 году к Бернару присоединился герцог бретонский, а в 1410 — герцог де Бурбон и его сын, граф де Клермон. Так сформировалась партия, главой которой стал Бернар. Эмблемой партии стал белый шарф через плечо или белая повязка на руке. (В «Дневнике парижского горожанина» упоминаются «Мерзкие арманьяки, носящие перевязь»), в то время как эмблемой их противников была алая крестообразная перевязь или алый крест Св. Андрея. Раскол коснулся даже королевской семьи: Изабелла Баварская поддерживала бургундцев, а дофин Карл — арманьяков.
В 1412 и начале 1413 года арманьяки разоряли окрестности Парижа и фактически держали город в осаде.
…до Рождества, когда перемирие должно было кончиться, арманьяки вокруг Парижа совершили столько зла, что ни римские тираны, ни лесные разбойники, ни убийцы не причиняли христианам таких страданий и не могли с ними сравниться; они истязали всякого, кто попадал к ним в руки, и доходили до того, что продавали женщин и детей, если на них находился покупатель; и никто им не противостоял, потому что регент Франции, герцог Бедфордский, не видел причины вмешиваться…

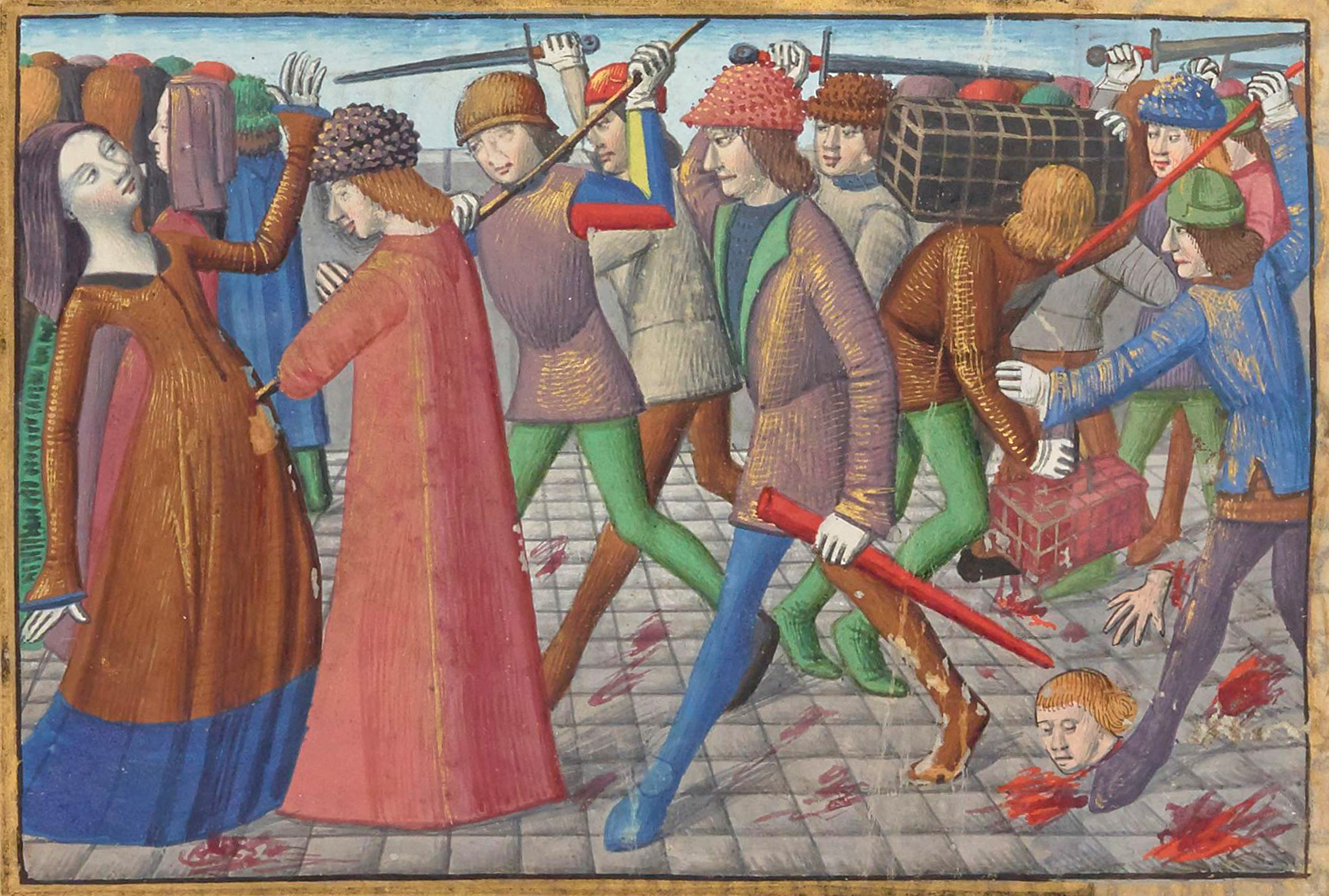
Убийства парижан кабошьенами в 1413 г. Миниатюра из «Вигилий на смерть короля Карла VII».

В 1413 году арманьяки захватили Париж и удерживали его до 1418 года. Вторжение англичан на какое-то время примирило их с бургундской партией, и в 1415 году при Азенкуре они сражались вместе: от арманьяков в бою участвовали Орлеанские и Бурбоны. В этом сражении попали в плен «арманьяки» Карл Орлеанский и герцог Бурбонский.

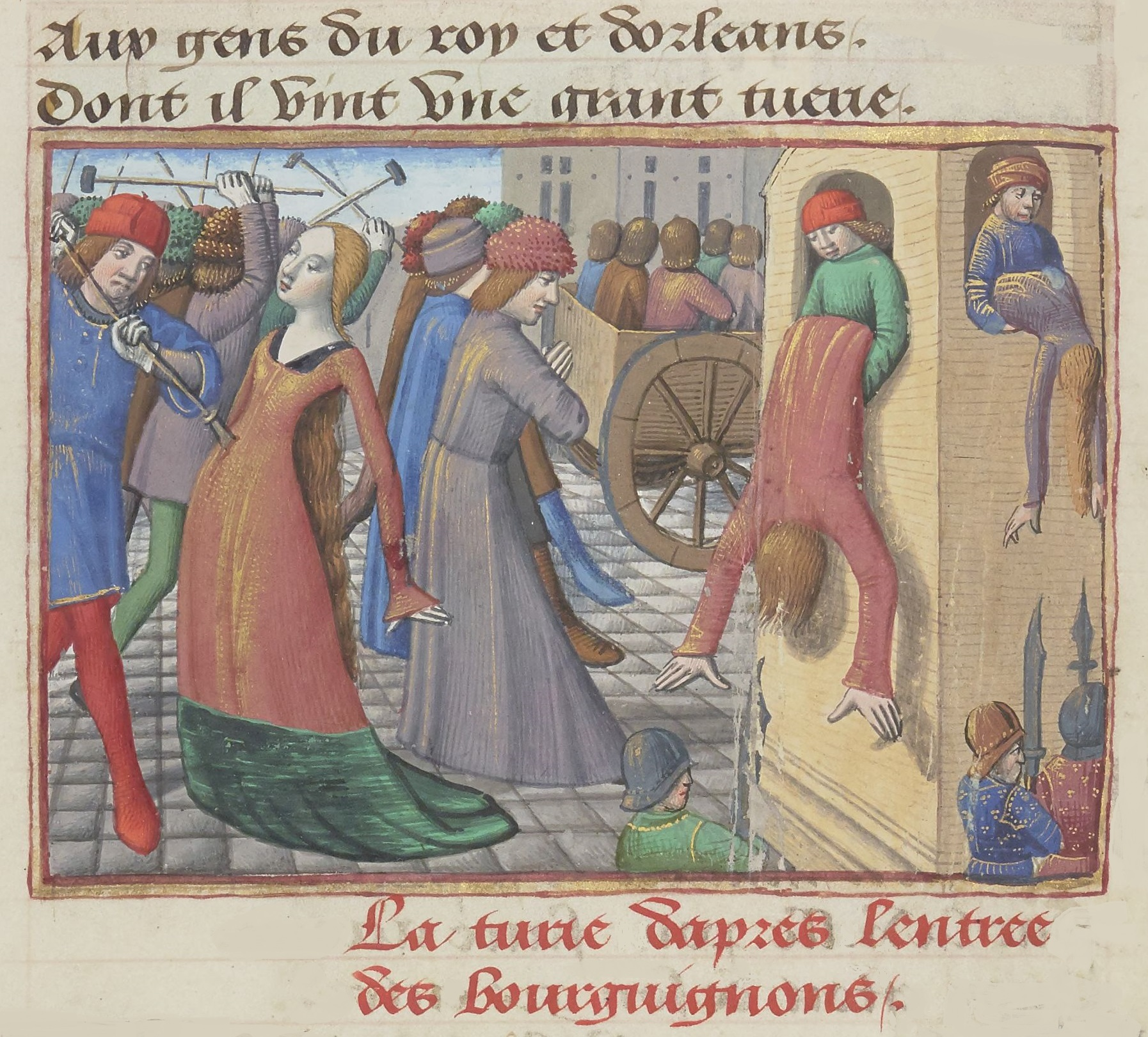
Восстание 1418 года и избиение арманьяков. Миниатюра из «Вигилий на смерть короля Карла VII».

29 мая 1418 года бургундская армия во главе с графом Де л’Иль Адам взяла Париж, и во время резни Бернард был убит. Арманьяки перестали быть «партией власти», их начали преследовать и конфисковывать имущество. Эти конфискации стали едва ли не единственным источником дохода для государственной казны. Но уже через пару месяцев после парижской резни английская армия двинулась на Париж. В критическом положении бургундцы решили договориться с арманьяками, но эта попытка привела к обратному результату: 10 сентября 1419 года во время переговоров на мосту в Монтеро арманьяки убили Жана Бесстрашного. Это убийство дискредитировало арманьяков и дофина Карла, а бургундцы открыто перешли на сторону английского короля, что привело к договору в Труа.
После гибели Бернара формальным главой партии стал Карл Орлеанский, который всё ещё находился в плену в Англии, однако реальная власть постепенно сосредотачивалась в руках дофина Карла. После договора в Труа партию арманьяков всё чаще стали отождествлять с «партией дофина». Горожане Парижа ненавидели арманьяков, однако многое изменило появление Жанны Д’Арк, которая фактически стала одной из арманьяков: парижане называли её «арманьякской девой», а англичане — «арманьякской шлюхой». Вместе с тем успехи Жанны постепенно изменяли отношение к партии арманьяков.
Аррасский мир 1435 года окончательно примирил бургундцев и арманьяков — и одновременно арманьяков и парижан, у которых не оставалось никакого другого выхода, кроме как признать власть Карла VII и его сторонников.
На политический раскол общества наложился ещё и религиозный раскол, так называемый «Великий западный раскол». Это был конфликт между римскими папами и авиньонскими папами, в котором Англия и партия бургундцев поддержали римских пап, а Франция, страны Пиренейского полуострова и партия Арманьяков поддержали авиньонских пап.

## В литературе
- В 2000 году был опубликован роман российского писателя Луи Бриньона (Людвига Агаджанова) «Д’Арманьяки».